# 幼发拉底河隧道
幼发拉底河隧道是在美索不达米亚時期建造在幼发拉底河下，用於連接巴比伦兩邊的城市。據說隧道長929（0.577英里）。考古学家認為它建造於公元前2180－2160年。在公元1824年马克布鲁内尔建立泰晤士河隧道前，沒有人試圖建造新的水底隧道。

## 特点
據說，建設工程是從幼發拉底河上的一座臨時大壩開始，採用明挖回填法建造。
隧道12英尺（3.7）高，15英尺（4.6）宽，推測是用来連接主要的神廟與對岸的皇宮，供行人和马车通行。隧道用磚塊堆砌，並用沥青黏接以防水。

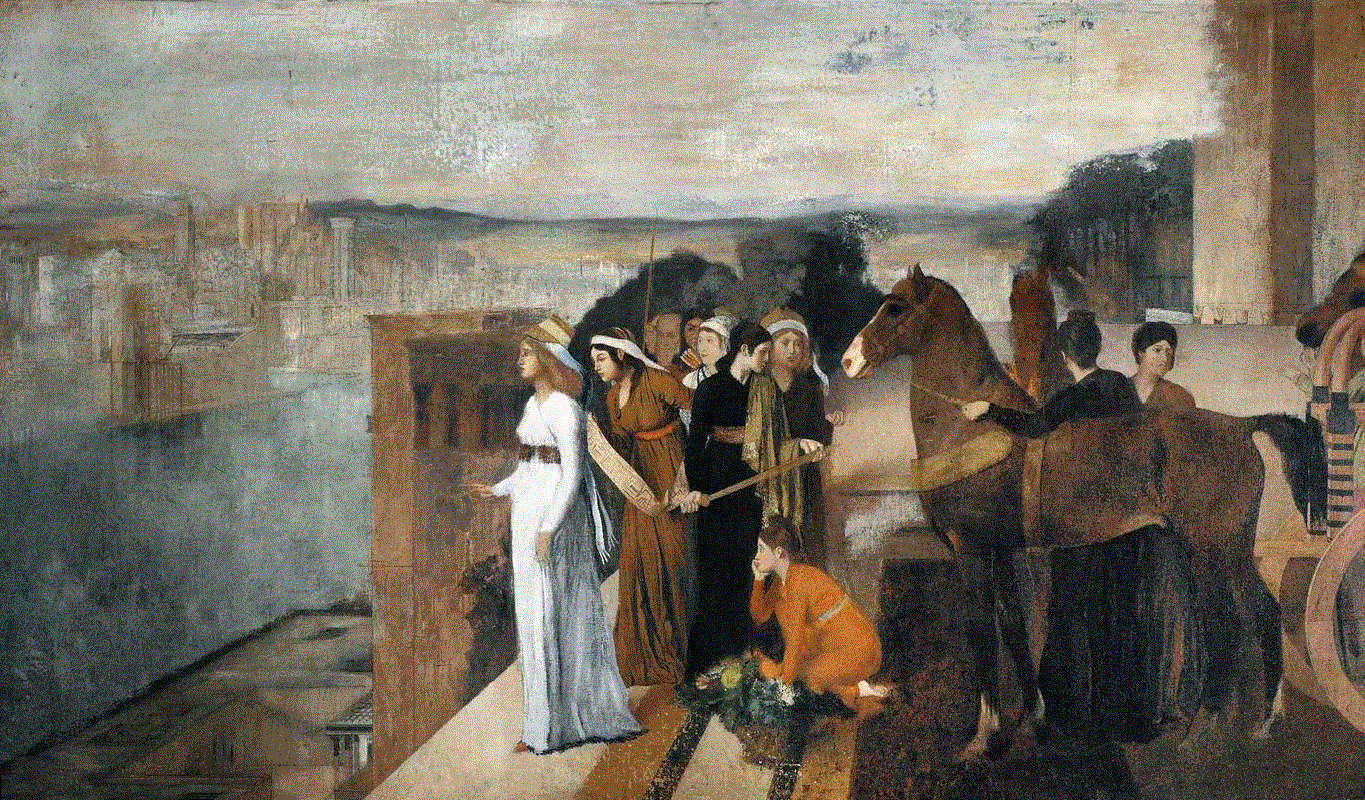
埃德加·德加，萨穆‧拉玛特建造巴比伦（奧塞美術館，巴黎）

## 描述
由狄奧多羅斯（公元前50年）在歷史圖書館一个敘述說明隧道是為了賽米拉米斯女王而建：
「她在巴比倫的一塊低地挖出一個四平方公尺大，530英尺深的池塘，每邊長300化朗，排列著磚塊，用硫磺黏合，以此使河轉向。接著她做了一個拱型通道，連通兩個宮殿，拱門由厚重的磚塊，四隻手臂寬的瀝青砌成。通道的牆壁約20個磚塊厚，高度12英尺，拱門的兩側和頂部寬15英尺。這份工程花了260天，結束後，河流再次回到原本的路徑，所以這個河流才能在隧道上面流動。賽米拉米斯可以在兩個宮殿間來回，而不用渡河。她在通道的兩側蓋了同樣厚重的大門，直到波斯帝國時代都還存在。」——Diodorus, Bibliotheca Historica, Book II,1 (Translation by G. Booth, 1814)
菲洛斯特拉托斯（公元250年）也在阿波羅尼爾斯傳中描述了隧道的結構：
「巴比倫被幼發拉底河切成形狀相似的兩半。在這條河的下面有一座非凡的橋樑將兩岸的宮殿連接在一起。據說，一個曾是這裡的女王，叫做美狄亞，她在沒有任何橋的情況下穿過了河流。有人說她用了石頭，銅和瀝青以及所有被發現用於水下堆砌的東西，並且把它們堆積在河邊，然後她便把河流轉移到湖里去了。當河一干，就挖開兩側，做成了一個深長的隧道，就像地下的石窟一樣，把它挖到兩岸的宮殿裡。她把隧道建造得與河床同高，因此隧道就穩固了，還有隧道的牆壁，因為瀝青需要水才能堅若磐石，在瀝青尚未冷卻時就讓幼發拉底河從隧道上方流入，因此接觸面便變得堅固了。」——Philostratus of Athens, Life of Apollonius of Tyana, book I,25. (Translation by F.C Conybeare, 1912)